# Dilobopterus jemima
Dilobopterus jemima är en insektsart som först beskrevs av William Lucas Distant 1908.  Dilobopterus jemima ingår i släktet Dilobopterus och familjen dvärgstritar. Inga underarter finns listade i Catalogue of Life.